# Sepiolite

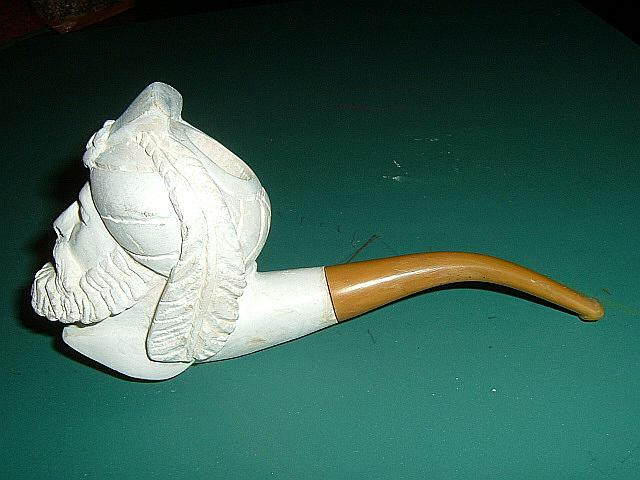
Um cachimbo talhado em meerschaum.

Sepiolite (ou sepiolita, raramente meerschaum, do alemão para espuma do mar), é um mineral de argila, do grupo dos filossilicatos, composto por um complexo de silicatos de magnésio hidratados a que corresponde a fórmula química ideal Mg4Si6O15(OH)2·6H2O. Ocorre geralmente em formas fibrosas, partículas finas ou sólidos esponjosos. As formas sólidas são muito leves e facilmente talhadas, sendo comum a sua utilização para a confeção de cachimbos, tradicionalmente comercializados sob a designação de origem alemã de cachimbo de Meerschaum.

## Descrição
Recentemente, foi demonstrado que os minerais fibrosos de argila existem como uma série polissomática contínua, onde os membros finais são a sepiolite e paligorsquite. Há uma variação contínua na composição química desde a sepiolite, o membro final mais magnésico e trioctaédrico, até a paligorsquite, o membro final dioctaédrico menos magnésico e mais rico em Al-Fe.
O mineral foi originalmente designado meerschaum por Abraham Gottlob Werner, em 1788, sendo renomeado sepiolite por Ernst Friedrich Glocker em 1847 ao descrever uma ocorrência da região de Bettolino, Baldissero Canavese, Província de Turim, Itália. Este nome deriva do grego sepion (σήπιον), que significa "osso de choco" (a concha interna do choco), + lithos (λίθος), que significa rocha, devido à semelhança deste mineral com o osso de choco. Por causa da sua baixa densidade relativa e da sua alta porosidade, este mineral pode flutuar na água, daí seu nome alemão. Às vezes é encontrado a flutuar no Mar Negro, sendo bastante sugestivo de espuma do mar, daí a origem alemã do nome, bem como o nome francês para a mesma substância, écume de mer.
A sepiolite é opaca e esbranquiçada, de cor cinza ou creme, quebrando com uma fratura concoidal ou terrosa fina e, ocasionalmente, de textura fibrosa. Devido a poder ser facilmente arranhada com a unha, a sua dureza é classificada em cerca de 2 na escala de Mohs. A gravidade específica varia de 0,988 a 1,279, mas a elevada porosidade deste mineral pode levar a erros. A sepiolite é um silicato de magnésio hidratado (um talco) com a fórmula química Mg4Si6O15(OH)2·6H2O.
A sepiolite pode ser identificada numa amostra de mão aplicando uma gota de uma solução saturada de metil-laranja. Um resultado de teste positivo para sepiolite é indicado pela formação de uma camada de coloração roxa. O desenvolvimento dessa coloração pode distinguir a calcite da sepiolite no campo: a sepiolite reage para mudar o laranja de metilo para um tom de roxo enquanto a calcite permanece cor de laranja.
Quando extraída de fresco, a sepiolite é macia e moldável. No entanto, endurece com a exposição ao calor do sol ou quando seca numa ambiente quente. A sepiolite pode ser diferenciada da sílica ou do material cimentado com calcite por hidratação: o material cimentado com calcite desagrega-se em ácido e o material cimentado com sílica desagrega-se em álcalis ou quando sujeito à ação alternada de ácido/álcali. O material cimentado com sepiolite foi denominado "sepiocreto", da mesma forma que os termos "calcreto", "silcreto" ou "ferricreto" são usados para referir materiais cimentados por calcite, sílica ou ferro.
Os solos que contêm quantidades significativas de sepiolite podem ser mais apropriadamente denominados "sepiolíticos" ou "petrosepiolíticos", dependendo do grau de cimentação. A estabilização das suspensões de nanosepiolite foi melhorada usando dispersão mecânica e poli-eletrólitos sintéticos e de base biológica. A energia superficial e a nanorugosidade foram estudadas em duas amostras de sepiolite.

## Ocorrências
A sepiolite ocorre como um mineral secundário associado a minerais do subgrupo serpentina. Pode ocorrer como um precipitado em ambientes áridos. Pode estar associado a dolomite e a opala.
Devido à sua natureza mineral fibrosa, os veios de sepiolite podem conter o material perigoso amianto; no entanto, isso é verdade apenas para uma forma muito rara de sepiolite, pois as duas espécies minerais são formadas em ambientes geoquímicos muito diferentes. Mesmo onde o amianto não está presente, a sepiolite é frequentemente confundida com esse mineral, dada a semelhança morfológica entre ambos. Técnicas analíticas cuidadosas, como o uso de difração de raios X (XRD), são capazes de distinguir facilmente os dois minerais.

### Turquia
A maior parte da sepiolite introduzida no comércio é obtida principalmente da planície de Esquixequir, na Turquia. Ocorre ali em massas nodulares irregulares, em depósitos aluviais, que são extensivamente trabalhados para extração. Estima-se que naquela região existam 4000 poços que conduzem a galerias horizontais para a extração da sepiolite. Os principais centros de extração estão em Sepetçi Ocağı e Kemikçi Ocağı, cerca de 35 km a sudeste de Esquixequir. O mineral está associado à magnesite (carbonato de magnésio), sendo a fonte primitiva de ambos os minerais uma formação rica em serpentina.
Os produtos turcos de meerschaum esculpidos eram tradicionalmente feitos em centros como Viena. Desde a década de 1970, porém, a Turquia proibiu a exportação de nódulos de meerschaum, tentando estabelecer uma indústria local de artefactos desse mineral. Os outrora famosos fabricantes desapareceram e os produtores de cachimbos europeus voltaram-se para outras fontes para os seus produtos.

### África Sub-Sahariana
Na região dos Grandes Lagos Africanos, foram encontrados grandes depósitos de sepiolite na Tanganica. O depósito principal ocorre na bacia do Amboseli ao redor do Lago Amboseli. O produto, comercializado como Tanganyika Meerschaum, é normalmente maculado em tons de castanho, preto e amarelo, e é considerado um pouco inferior ao Meerschaum da Turquia. A matéria-prima foi extraída principalmente pela Tanganyika Meerschaum Corporation e incontáveis fabricantes de cachimbos em todo o mundo foram fornecidos com Amboseli Meerschaum por aquela empresa.
Quantidades significativas de sepiolite ocorrem em solos do oeste árido da África do Sul. Naquelas regiões ocorre uma variação geográfica nas características dos solos contendo sepiolite. A abundância daquele mineral varia entre a região costeira, onde abunda, e os solos do interior continental onde a sepiolite é substituída pela paligorskite, num gradiente que espelha o continuum composicional da série sepiolite-paligorsquite, com o membro final mais magnesiano e trioctaédrico ocorrendo próximo da costa, e a paligorsquite, o membro final menos magnesiano, no interior do continente.
Nestas regiões existem muitas ocorrências de camadas de sepiolite cimentadas. O efeito ambiental positivo destas formações cimentadas na região árida é que a sepiolite aumenta a água disponível para as plantas nos solos arenosos. Um efeito negativo é que a sepiolite cimentada causa considerável dificuldade geotécnica e geometalúrgica para extrair os minerais pesados das areias ricas em sepiolite.

### Outras origens
A sepiolite também ocorre, embora menos abundantemente, na Grécia, como em Tebas, e nas ilhas de Eubéia e Samos. Ocorre também em formações serpentiníticas em Hrubschitz, perto de Kromau, na Moravia. Além disso, a sepiolite é encontrada, embora de forma limitada, em certas localidades de França e Espanha, e é conhecida em Marrocos. Nos Estados Unidos, ocorre em serpentinites na Pennsylvania (como em Nottingham, Chester County) e na Carolina do Sul e Utah.  Na Somália é extraído no distrito de El Buur.

## Aplicações

### Cachimbos
A sepiolite, sob o nome comercial de Meerschaum, foi ocasionalmente usada como um substituto para a pedra-sabão e para as terras de apisoar (por vezes terras de fuller) e como material de construção; mas o seu principal uso é para a confeção de cachimbos e boquilhas para cigarros. O primeiro uso registado de Meerschaum para fazer cachimbos foi por volta de 1723 e rapidamente se tornou valorizado como o material perfeito para fornecer uma experiência de fumo fresca, seca e saborosa. A natureza porosa do meerschaum retém humidade e alcatrão do tabaco na pedra, melhorando as características organolépticas do tabaco. O meerschaum tornou-se um substituto de grande qualidade para os cachimbos de argila da época e continua sendo valorizado até hoje, embora desde meados de 1800 os cachimbos em madeira tenham-se tornado os cachimbos mais comuns para fumar.
Quando usados, os cachimbos de meerschaum mudam gradualmente de cor, ganhando tons incrementais de amarelo, laranja, vermelho e âmbar da base para cima. Quando preparados para uso como cachimbo, os nódulos naturais são primeiro raspados para remover a matriz terrosa vermelha, depois secos, novamente raspados e polidos com cera. As massas grosseiras assim preparadas são torneadas e talhadas, alisadas com papel de vidro, aquecidas em cera ou estearina, e finalmente polidas com cinza de osso.

### Outros usos e sucedâneos
A sepiolite é conhecida industrialmente pela sua capacidade de retenção de água e de absorção. É um ingrediente comum na areia para gatos e em aplicações agrícolas, como revestimento de sementes. A adição de sepiolite aumenta a disponibilidade de água para as plantas em solo arenoso.
Na Somália e em Djibouti, sepiolite é usada para fazer os dabqaad, um recipiente tradicionalmente usado para queimar incenso. O mineral é extraído na região da cidade de El Buur, localidade que serve como um centro para pedreiras daqueke material. El Buur também é o local de origem da indústria local de fabricação de cachimbos.
Como sucedâneo das peças em Meerschaum são produzidas imitações em gesso de Paris tratado com parafina e tingido com dois tipos de resinas de árvores coloridas, o gamboge (gutagamba) e o sangue de dragão. Diz-se que outros métodos de imitação empregam batatas no processo.
O mineral macio, branco e terroso de Långbanshyttan, de Värmland, Suécia, conhecido como  afrodite, está intimamente relacionado com a sepiolite.
Na construção, a sepiolite pode ser usada em argamassa de cal como produto de retenção de água.
Processos de transformação bacteriana baseados no efeito Yoshida podem utilizar a sepiolite como nanofibra acicular. O efeito Yoshida é a transferência de DNA para uma célula bacteriana usando uma fibra mineral com alguns bilionésimos de metro de espessura, essencialmente usando a fibra como uma ferramenta para transferir fisicamente o material genético.